# NetPBX
Eine NetPBX ist eine internetbasierte Variante einer Telefonanlage (PBX = Private Branch Exchange). Im Gegensatz zur IP-Centrex, die üblicherweise sämtliche Telefondienstleistungen einschließt, kann der Nutzer einer solchen Online-Telefonanlage die angeschlossenen Telefongesellschaften frei wählen.

## Prinzip
Wesentliche Dienstmerkmale (zum Beispiel kostenloses Telefonieren der angeschlossenen Teilnehmer untereinander, Rufweiterleitungen, Makeln usw.) einer herkömmlichen Telefonanlage werden dabei auf einem zum Beispiel in einem Rechenzentrum gemieteten Server abgewickelt. Konventionelle Anlagentechnik ist dabei in den Haushalten beziehungsweise Büros nicht mehr erforderlich. Möglich wird diese Variante einer Telefonanlage in Kombination mit der internetbasierenden Telefonie (Voice-over-IP). Ein SIP-Telefon oder herkömmliches Telefon in Verbindung mit einem speziellen Adapter für das Protokoll SIP wird dabei über das Internet logisch mit der NetPBX verbunden. Die Vermittlungsfunktionen finden auf dem Server mit Hilfe einer speziellen Software statt. Hierfür existieren zahlreiche kommerzielle Anbieter, weit verbreitet ist jedoch die ursprünglich von Mark Spencer entwickelte Open-Source-Software Asterisk. Neben gewöhnlichen Wählfunktionen lassen sich mit dieser unter der GPL stehenden Software auch Anrufbeantworter, Telefonkonferenzen und komplexe Sprachmenüsteuerungen realisieren.

## Vorteile
- Benutzer können untereinander kostenlos telefonieren.
- Geringere Kosten für Hard- und Software sowie für Strom für die Benutzer.
- Dienstmerkmale werden transparent und unbemerkt zur Verfügung gestellt.
- Komplexe Anrufbehandlungen (zum Beispiel wie in einem Callcenter) lassen sich auch für wenige Benutzer wirtschaftlich abbilden.
- Die angeschlossenen Teilnehmer können sich überall auf der Welt befinden, ihre Telefone müssen nur über eine zuverlässige Internetverbindung mit dem NetPBX-Server verbunden sein.

## Nachteile
- Es muss ein (zuverlässiger) Server in einem Rechenzentrum angemietet werden.
- Wenn der NetPBX-Server oder seine Internetanbindung nicht verfügbar ist, ist ohne Redundanz das gesamte lokale Telefonsystem lahmgelegt. (Single Point of Failure)
- Für den Anschluss von Endgeräten mit analoger Schnittstelle (zum Beispiel Faxgerät) wird ein Terminaladapter benötigt.